# Ostra Góra (Pogórze Wiśnickie)
Ostra Góra (335 m) – wzniesienie na wschodnim krańcu Pogórza Wiśnickiego, nad lewym brzegiem Jeziora Czchowskiego, w obrębie miejscowości Wytrzyszczka. Stoki zachodnie i południowe i wschodnie opadają do doliny potoku Granicznik, wschodnie do doliny jego dopływu. Wszystkie są strome i porośnięte lasem sosnowo-świerkowym.